# Hyundai i40
Hyundai i40 — большой семейный автомобиль среднего класса южнокорейского производителя Hyundai, предназначенный для европейского рынка. Разделяет свою платформу с североамериканским Hyundai Sonata. Продажи i40 начались в начале 2011 года после того, как он был показан на Женевском автосалоне, сначала в кузове универсал, а затем и в кузове седан. Автомобиль был разработан в европейском исследовательском центре Hyundai’s European R&D, расположенном в Рюссельсхайме, Германия. Над дизайном автомобиля работал Томас Бюркле, бывший главный дизайнер компании BMW.
На некоторых рынках (таких как США) Sonata продается как отдельная модель, где i40 не продается. i40 производится на заводе Ульсан в Южной Корее. Универсал i40 был выпущен в Европе и Южной Корее в сентябре 2011 года, а за ним последовал седан в январе 2012 года, также доступный в Австралии и Новой Зеландии.

## Дизайн
i40 выдержан в типичном стиле Hyundai — «жидкая скульптура», автомобиль был выпущен в Европе первоначально как универсал (продаётся как i40 Tourer), затем как седан в конце 2011 года. Объём багажника составляет 553 литров, увеличивается до 1719 литров при сложенных задних сиденьях.

## Безопасность
Автомобиль прошел тест Euro NCAP в 2011 году:
| Euro NCAP                                                       | Euro NCAP | Euro NCAP | Euro NCAP             |
| --------------------------------------------------------------- | --------- | --------- | --------------------- |
| · общий рейтинг                                                 |           |           |                       |
| 92%                                                             | 86%       | 43%       | 86%                   |
| взрослый пассажир                                               | ребёнок   | пешеход   | активная безопасность |
| Протестированная модель: Hyundai i40 1.7 дизель GLS, LHD (2011) |           |           |                       |

## Двигатели
На i40 доступны три двигателя: 1,7 л. дизельный в трех версиях (116 л. с., 136 л. с., 141 л.с.) и три бензиновых 1,6 л. GDI (135 л. с.), 2,0 л MPI (150 л. с.), 2,0 л GDI (177 л. с.). Опция «BlueDrive» включает в себя интеллектуальную систему Stop & Go (ISG) — система «старт-стоп», и 16-дюймовые шины с низким сопротивлением к качению, что приводит к уменьшению выброса СО2 до 113g/km на дизельном двигателе.

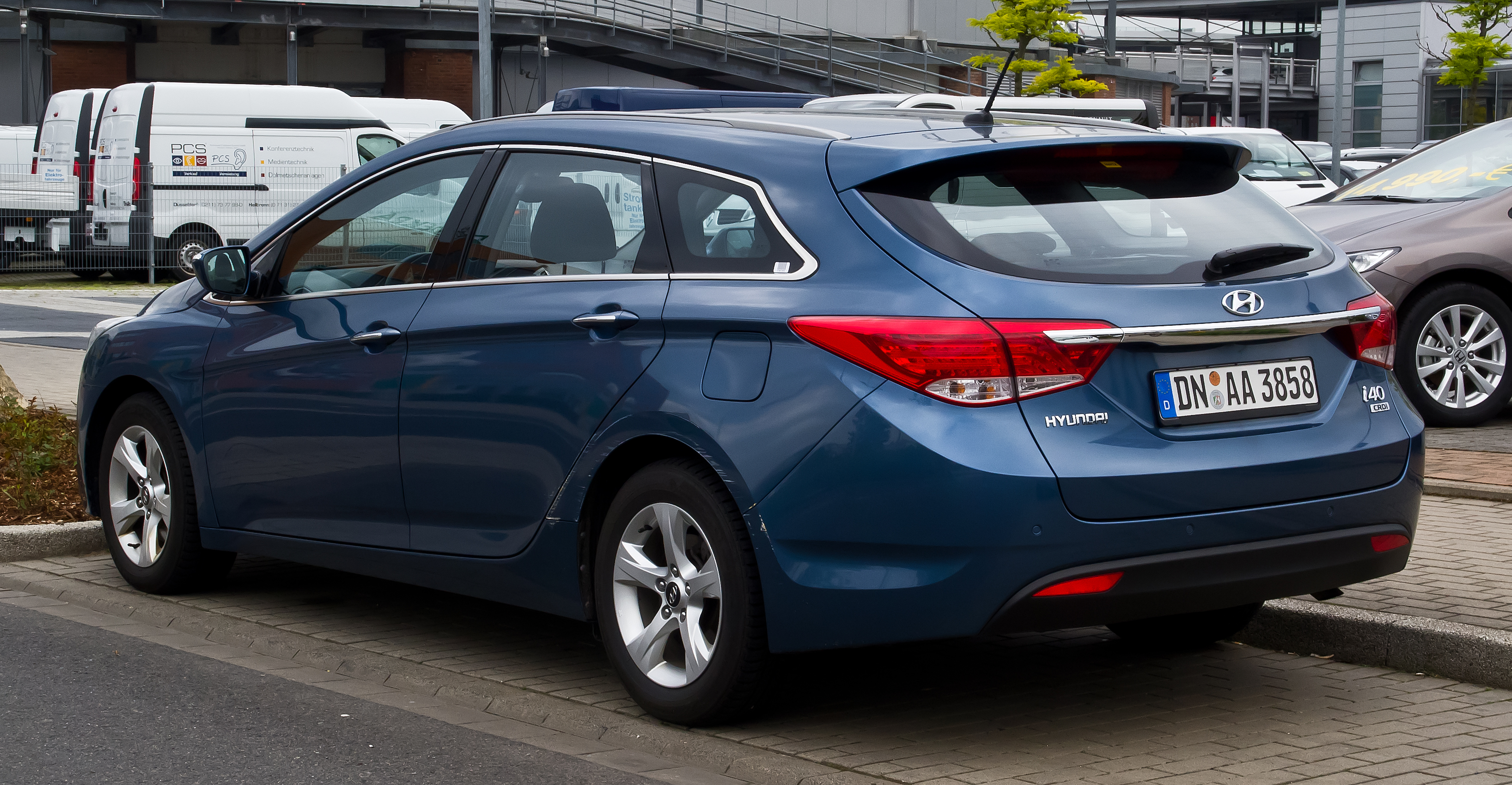
Вид сзади
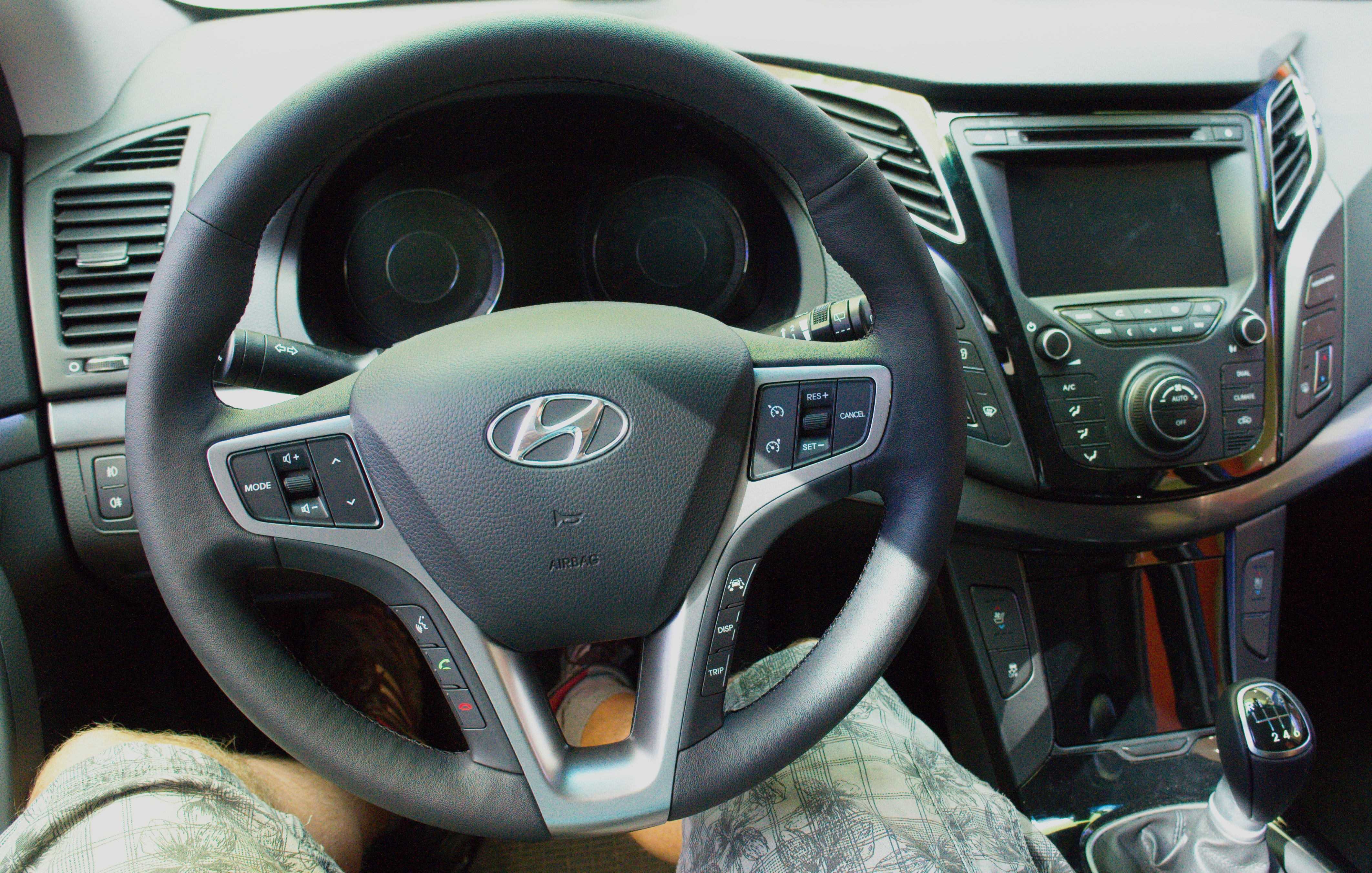
Интерьер